# V1017 Sagittarii
V1017 Sagittarii är en dubbelstjärna i den mellersta  delen av stjärnbilden Skytten. Den har en minsta skenbar magnitud av 13,5 och kräver ett kraftfullt teleskop för att kunna observeras. Baserat på parallax enligt Gaia Data Release 2 på 0,789 mas beräknas den befinna sig på ett avstånd på ca 4 100 ljusår (ca 1 269 parsek) från solen. Stjärnan rör sig bort från solen med en heliocentrisk radialhastighet av 15 km/s.

## Observation

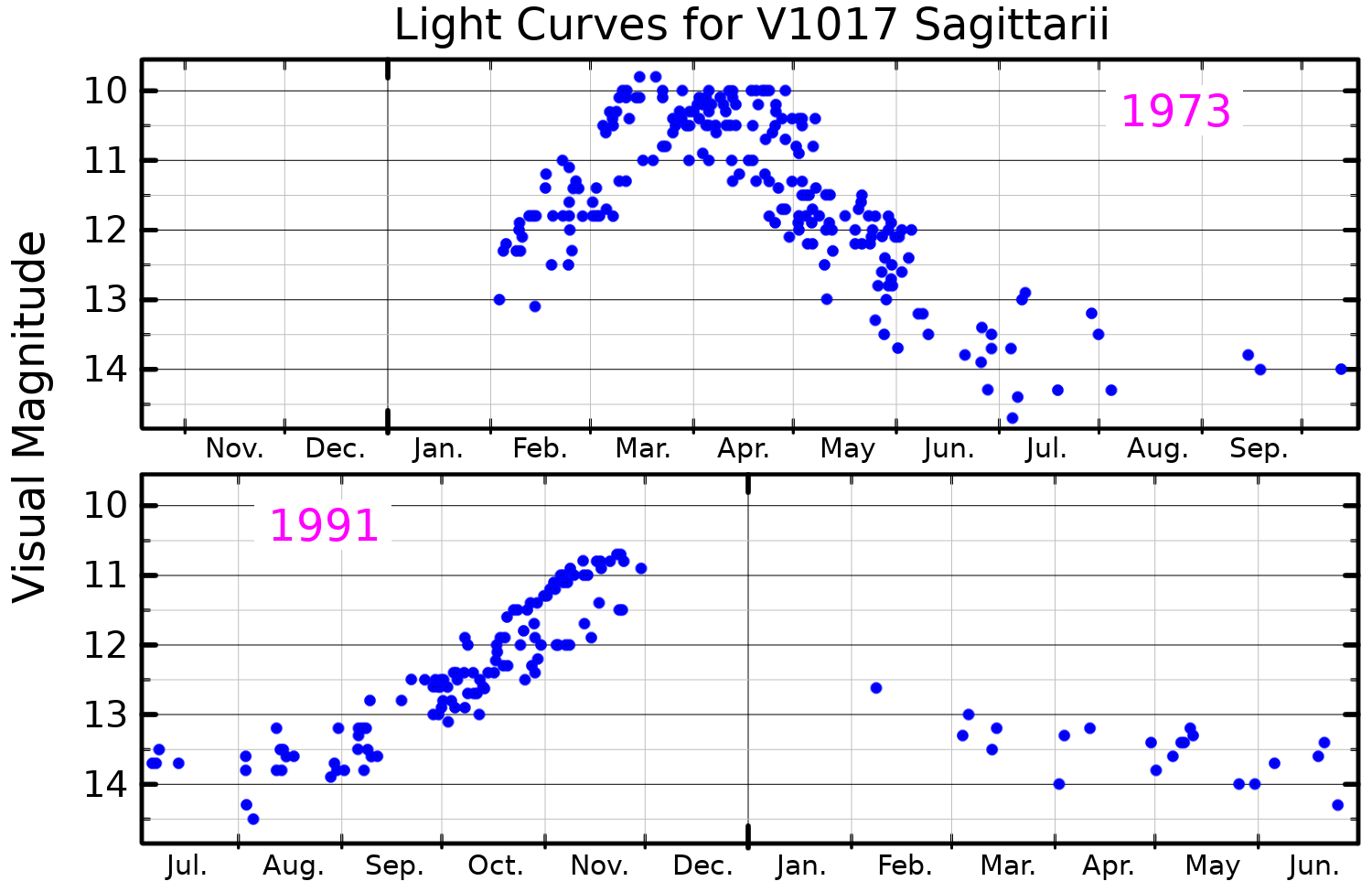
Ljuskurva i synliga bandet för V1017 Sagittarii för utbrotten 1973 och 1991 plottade från Salazar et al. (2017)

V1017 Sagittarii fick dess första utbrott 1919 och nådde skenbar magnitud 7. Dess andra utbrott 1901, 1973 och 1991 nådde bara magnitud 10, vilket ledde till att den omklassificerades från en återkommande nova till en dvärgnova.
Efter utbrottet 1919 har omloppsperioden för dubbelstjärna minskat med 0,0273 ± 0,0061 procent till 5,786290 ± 0,000032 dygn. Fysiska modeller hade 2019 inte kunnat förklara omloppsförändringen.

## Egenskaper
Primärstjärnan i V1017 Sagittarii är en gul till vit jättestjärna av spektralklass av G5 IIIp, som är en kataklysmisk variabel. Den har en radie motsvarande ca 4,4 solradier och utsänder energi från dess fotosfär av ca 7 gånger solen vid en effektiv temperatur av ca 4 200 K.